# 森特理克
森特理克（Centrica plc）是一家總部位英國伯克郡溫莎的跨國能源公司，主要業務為給英國和北美國家提供電力和天然氣，此外也有開採天然氣的業務。

## 历史
1997年创建，森特理克已在倫敦證券交易所上市，曾是富時100指數成分。截至2014年12月23日，該公司市值為150億英鎊，是倫敦證券交易所全部上市公司中的第37大公司。
2019冠状病毒病英国疫情期间，大量公司办公室和工厂关闭，导致其股票暴跌至历史最低点£0.30，2020年6月，该公司从富時100指數除名，成为富時250指數成分股。当月，公司宣布裁员5,000人。

## 外部連結
- Centrica website （页面存档备份，存于）
- Centrica Careers Website （页面存档备份，存于）
- Profile of British Gas on Gas Guide （页面存档备份，存于）
- British Gas Fuel Mix for 2006

### 視頻
- Centrica YouTube channel （页面存档备份，存于）
- British Gas YouTube channel （页面存档备份，存于）